# Todd Wells
Todd Wells (Kingston, 25 december 1975) is een Amerikaans mountainbiker.

## Overwinningen

### MTB
| Seizoen | Wereldbeker | Kampioenschappen | Overige                        | Totaal aantal zeges |
| ------- | ----------- | ---------------- | ------------------------------ | ------------------- |
| 1997    |             |                  |                                | 0                   |
| 1998    |             |                  |                                | 0                   |
| 1999    |             |                  |                                | 0                   |
| 2000    |             |                  |                                | 0                   |
| 2001    |             |                  |                                | 0                   |
| 2002    |             |                  |                                | 0                   |
| 2003    |             |                  |                                | 0                   |
| 2004    |             |                  | Aspen                          | 1                   |
| 2005    |             |                  | Silver City, Utah, Puerto Rico | 3                   |
| 2006    |             |                  |                                | 0                   |
| 2007    |             |                  |                                | 0                   |
| 2008    |             |                  |                                | 0                   |
| 2009    |             |                  |                                | 0                   |
| 2010    |             | AK               | Guatimala                      | 2                   |
| 2011    |             | AK               | Leadville, Sea Otter Classic   | 3                   |
| 2012    |             |                  | Mexico                         | 1                   |
| 2012    |             |                  | Mount Morris                   | 1                   |